# Čitluk (Posušje)
Pour les articles homonymes, voir Čitluk.
Čitluk (en cyrillique : Читлук) est un village de Bosnie-Herzégovine. Il est situé dans la municipalité de Posušje, dans le canton de l'Herzégovine de l'Ouest et dans la fédération de Bosnie-et-Herzégovine. Selon les premiers résultats du recensement bosnien de 2013, il compte 1 174 habitants.

## Démographie

### Évolution historique de la population dans la localité
| 1948 | 1953 | 1961 | 1971 | 1981 | 1991 | 2013  |
| ---- | ---- | ---- | ---- | ---- | ---- | ----- |
| -    | -    | 676  | 978  | 871  | 944  | 1 174 |

|  |